# دامنه سطح‌بالای عمومی

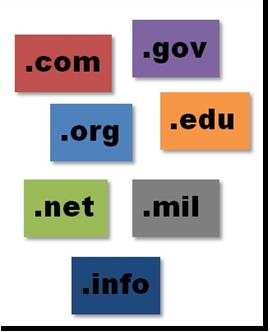
نمونه هایی از gTLD ، دامنه سطح بالا که توسط سازمان آیانا نگهداری می شوند.

دامنه سطح بالای عمومی (به انگلیسی: generic Top Level Domain) (به اختصار gTLD) یکی از دسته بندی‌های دامنه‌های سطح بالا (به انگلیسی: Top Level Domain) (به اختصار TLD) است که به وسیلهٔ آیانا برای استفاده در سامانه نام دامنه در اینترنت نگهداری شده.
روی هم رفته، در حال حاضر آیانا گروه‌های زیر از دامنه‌های سطح بالا را از هم متمایز کرده‌است:
- دامنه سطح بالای زیربنایی (arpa)
- دامنه‌های سطح بالای کد کشوری (ccTLD)
- دامنه‌های سطح بالای بین‌المللی شده (IDN)
- دامنه‌های سطح بالای عمومی (gTLD)

هسته گروه دامنه‌های سطح بالای عمومی متشکل است از دامنه‌های .com, .net, .org و .info. به علاوه، دامنه‌های .biz, .name و .pro که همچنین به عنوان عمومی مطرح شده‌است، هرچند که اینها محدود در نظر گرفته شده، برای اینکه ثبتشان نیازمند اثبات شایستگی در چارچوپ راهبردهای تعیین شده برای هرکدام است.
از لحاظ تاریخی، گروه دامنه‌های سطح بالای عمومی شامل دامنه‌های ایجاد شده در توسعه اولیه سامانه نام دامنه بود، که در حال حاضر به وسیلهٔ نمایندگی‌ها یا سازمان‌های برگزیده پشتیبانی شده و محدود به انواع خاصی از ثبت‌کننده‌ها می‌باشد. بنابراین، دامنه‌های .edu, .gov, .int و .mil هم در حال حاضر به عنوان دامنه سطح بالای ضمانت شده (به انگلیسی: sponsored Top Level Domain) (به اختصار sTLD) مطرح شده‌است، همچنین زمینه‌های زیادی برای نام‌های دامنه به تازگی ایجاد شده (مثل .jobs و …). به کل گروه دامنه‌هایی که به منطقه‌ای جغرافیایی یا کشوری تخصیص داده نشده‌است غالباً در اصطلاح دامنه‌های سطح بالای عمومی گفته می‌شود.

## زیرگروه‌ها
گروه دامنه‌های سطح بالای عمومی به تنهایی خود شامل دو زیرگروه به شرح زیر می‌باشد:
1. دامنه سطح بالای ضمانت نشده
2. دامنه سطح بالای ضمانت شده (sTLD)

زیرگروه نخست شاخه پیشفرض دامنه‌های سطح بالای عمومی است که از آن با عنوان همگانی یا عام (به انگلیسی: general) نیز یاد می‌شود این زیرگروه شامل این دامنه‌های سطح بالا می‌باشد:
| دامنه سطح بالای عمومی | مورد استفاده در موضوع                                                                                  |
| --------------------- | --- |
| .biz                  | تجارت بدون محدودیت                                                                                     |
| .com                  | سازمان‌های تجاری، بدون محدودیت                                                                          |
| .info                 | اطلاع رسانی، بدون محدودیت                                                                              |
| .name                 | خانواده‌ها و اشخاص                                                                                      |
| .net                  | در اصل برای زیربناهای شبکه، در حال حاضر بدون محدودیت                                                   |
| .org                  | در اصل برای سازمان‌هایی که در موضوع دامنه‌های سطح بالای عمومی دیگر جای نمی‌گیرد، در حال حاضر بدون محدودیت |
| .pro                  | حرفه‌های خاص                                                                                            |

زیرگروه دوم هم شامل این دامنه‌های سطح بالا می‌باشد:
| دامنه سطح بالای ضمانت شده | مورد استفاده در موضوع                                             |
| ------------------------- | ----------------------------------------------------------------- |
| .aero                     | صنعت حمل و نقل هوایی                                              |
| .asia                     | شرکت‌ها، سازمان‌ها و اشخاص در منطقه آسیا و اقیانوس آرام             |
| .cat                      | زبان کاتالان / فرهنگ                                              |
| .coop                     | شرکت‌های تعاونی                                                    |
| .edu                      | موسسه‌های آموزشی پس از دوره متوسطه                                 |
| .gov                      | نهادهای دولتی ایالات متحده در دولت مرکزی، ایالتی، و سطوح منطقه ای |
| .int                      | سازمان‌های بین‌المللی تأسیس شده براساس پیمان نامه                   |
| .jobs                     | مرتبط با استخدام                                                  |
| .mil                      | ارتش ایالات متحده                                                 |
| .mobi                     | سرویس دهی برای دستگاه‌های تلفن همراه                               |
| .museum                   | موزه ها                                                           |
| .tel                      | به عنوان کارت ویزیت و پرفایل مشخصات تلفنی شرکت‌ها                  |
| .travel                   | آژانس‌های مسافرتی، خطوط هوایی، هتلداران، دفاتر گردشگری، و غیره     |

## دامنه سطح بالای عمومی محدود نشده
دامنه سطح بالای عمومی محدود نشده (به انگلیسی: Unrestricted generic Top Level Domain) دامنه‌هایی است که ثبت آن برای هرگونه استفاده‌ای به وسیلهٔ هر شخص یا سازمانی در دسترس می‌باشد. دامنه‌های سطح بالای عمومی برجسته در این گروه .com , .net , .org و .info است. اگرچه , .info فقط یکی از اینها بود، اما اولینشان بود که برای ثبت بدون محدودیت با صراحت مجوز دریافت کرد. موارد دیگر در ابتدا مخاطبینی خاص داشت. اگرچه، در ابتدا به علت نبود قوانین اجرایی مقتضی، در تعداد حروف مورد استفاده محدودیتی وجود نداشت، اما بعدها این مورد هم برطرف شد.

## دامنه سطحبالای عمومی جغرافیایی
دامنه سطحبالای عمومی جغرافیایی (به انگلیسی: Geographic generic Top Level Domain) (به اختصار GeoTLD یا Geographic gTLD) یک دامنه سطحبالای عمومی است که از نام یک جمعیت، منطقه جغرافیایی، جغرافیایی سیاسی، نژادی، زبان شناختی یا فرهنگی جامعه استفاده می‌کند. در سال ۲۰۰۹، تنها دو دامنه سطحبالای عمومی جغرافیایی وجود داشت: دامنه سطحبالای ضمانت شده .cat که برای زبان کاتالان و مسائل فرهنگی کاربرد داشت، و .asia، اما موارد دیگری هم پیشنهاد شده بود.